# Gerta die Boltin
Gerta die Boltin (* um 1636 in Udorf; † 18. Oktober 1656 in Canstein) war ein Opfer der Cansteiner Hexenverfolgung und wurde am 18. Oktober 1656 hingerichtet.

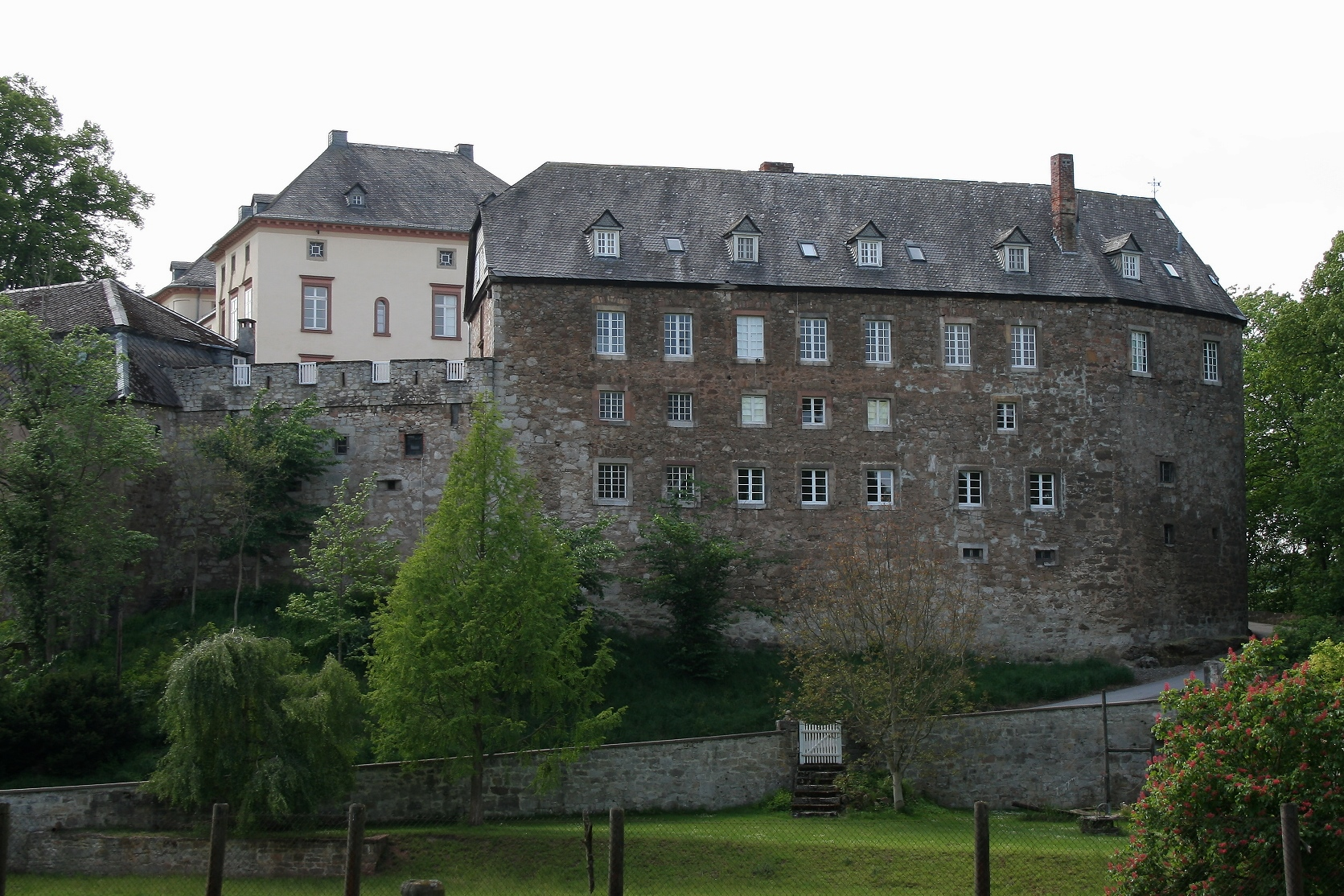
Schloss Canstein, unteres Schloss

## Leben
Gerta die Boltin (auch Jütten Gerta die Boltinnen) war Georg Noeckens (Georgen Norikens) Ehefrau. Einmal taucht auch die Bezeichnung Jutten Grete, Jurgen Starkes Frau aus Udorf, auf. Möglicherweise ist damit ihre Mutter Jütta die Strickersche gemeint. Diese verstarb 1656 in einem Hexenprozess im Gefängnis ohne Urteil.
Gerta die Boltin war jung und nicht verheiratet. Sie hatte als Magd im Haus von Hanß Asheuer gearbeitet.

## Hexenprozesse Marsberg-Canstein
In den Archivalien der Herrschaft Canstein befindet sich eine umfangreiche Akte No. 1296, in der Unterlagen zu 19 Hexenprozessen von Marsberg-Canstein gesammelt sind. 1656 und 1658 wurden in Hexenprozessen neun Frauen und ein Mann hingerichtet. Bei weiteren elf Prozessen ist der Ausgang unbekannt.

### Todesurteile
In den Prozessunterlagen finden sich Hinweise auf neun (oder zehn ?) Todesurteile:
- 1656 Edeling Gronen
- 1656 Steinische Clara
- 1656 Friedrich Rehlings Frau Trine
- 1656 Thielen Anna aus Leitmar
- 1656 Gerta die Boltin (auch Jutten Grete), Georg Noeckens (Georgen Norikens) Frau aus Udorf
- 1656 Anna Möllers
- 1656 in der Klageschrift Gerta die Boltin werden als hingerichtet erwähnt:
  - Eva Bohlen
  - Eddeling Mronos (identisch mit Edeling Gronen? s. o.)
- 1658 Anna Schulten, Curdt Schultens Frau, die Schultische
- 1658 Elisabeth Hempelmann

### Folter
Die Unterlagen erwähnen bei folgenden Personen die hochnotpeinliche Befragung (Folter):
- 1656 Steinische Clara
- 1656 Gertrude Volmars
- 1656 Berndt Hempelmann
- 1657 Die Schultische Annen, Curdt Schultens Frau
- 1658 Elisabeth Hempelmann, die Curdtische
- 1656 Friderichs Rehlings Frau Trina
- Ohne Datum Adelheid Hempelmann
- Ohne Datum Catharina Joppen (oder Hoppen?)

### Im Gefängnis verstarben ohne Urteil
- 1656 Jütta die Strickersche (Jurgen Starkes Frau?) aus Udorf (Mutter der Gerta die Boltin; erwähnt in deren Klageschrift)
- 1685 Tönnies Todt

Auffällig ist, dass aus einigen Familien mehrere Mitglieder in einen Hexenprozess gerieten (Hempelmann / Gerta die Boltin und ihre Mutter Jütta die Strickersche). Gemäß dem Hexenhammer gingen die Gerichte davon aus, dass man bei einem Verdacht auf Zauberei auch bei anderen Familienmitgliedern eine besondere Anfälligkeit für die Verführung durch Satan anzunehmen sei.

## Hexenprozess gegen Gerta die Boltin
Der Anklageschrift kann man folgende Vorwürfe entnehmen:
- Da man jeden Verdacht der Zauberei vermeiden soll, ist die Beklagte selber schuld, wenn sie den Verdacht der Zauberei auf sich geladen hat und schon lange Zeit als Zauberin gilt, und sie zur scharfen peinlichen Frage vorgeladen wird.
- Der Angeklagten wurden Verlegenheit und seelisches Zittern vor Gericht zur Last gelegt. Dieses verstärkte in den Augen der Anklage den Verdacht, dass sie mit dem Satan ein Verbündnis gemacht hatte und eine Zauberin und Hexe war. Die Beklagte wurde mehrmals öffentlich als Zauberische beschuldigt und verteidigte sich nicht. Schweigen und fehlende Selbstverteidigung wurden als Grund für eine Verurteilung betrachtet. Einmal im Sommer hätte man nachmittags von ihr lautes wehmütiges Geschrei gehört. Sie hätte die Hände gerungen und übermäßig lamentiert. Zur Rede gestellt sagte sie, sie wüsste nicht, wie sie sich gegen das Gerede zur Wehr setzen sollte. Für alle war klar: Die Vorwürfe wären berechtigt, denn sie hätte wohl etwas Schweres auf dem Herzen gehabt.
- Als schwerwiegend wurde angesehen, dass die Mutter der Peinlich Beklagten in einem Hexenprozess den Tod fand. Die Tochter sei keiner anderen Natur und Art als ihre Mutter: Wahr und rechtens, wenn die Mutter eine Zauberin ist, ist es die Tochter auch: Der Apfel fällt nicht weit vom Baum. Ihre Mutter, Jütta die Strickersche, wurde von dem ganzen Dorf Udorf öffentlich für eine Zauberische gehalten. Bei Hinrichtungen von Zauberischen geriet sie in Haft und kam darin um.
- Mehrere Fälle von Schadenzauber wurden Gerta der Boltin zur Last gelegt. Sie hätte dem Knecht Henrich Asheuer, Bruder ihres Arbeitgebers Hans Asheuer, etwas eingegeben, so dass er starb. Henrich Asheuer wird als ein jungfrischer Kerl bezeichnet, der an einer unbekannten Seuche erkrankt war. Über ihr mögliches Motiv lief das Gerücht um, dass sie gehofft hätte, dass er sie heiratete, aber enttäuscht wurde.
- Einem Bauern war Pferde undt Viehe gestorben. Gerta die Boltin geriet in Verdacht, sie hätte dem Vieh etwas eingegeben. Sie hätte gesagt: ey da habtt ihr schöne Pferde, ey wenn ich auch solche Pferde haben möchte. Bald darauf seien die Pferde krank geworden und eins nach dem anderen gestorben.
- Sie hätte aus ihrer Zauberkunst an den Kühen undt Milchenwerck ziemlichen Vorteil gehabt, und viel Butter machen können, was den Argwohn der Nachbarinnen erregte.
- Auch Teilnahme am Hexentanz wurde ihr vorgeworfen: Sie wäre auf einem schwarzen Rappen auf dem Tanzplatz auff die Ahlen Kirche gewesen (Hinweis auf die Eulenkirche in Canstein als Hexentanzplatz).
- Anscheinend geriet die Angeklagte angesichts dieser Vorwürfe in völlige Panik: Peinlich Beklagte dazu nichts zu entgegnen gewußt, sondern erblaßten Gemühts unter Zittern und Zagen sich nur verwundert, wie das zugehen möge, daß sie angeklagt würde, sie wüßte nichts Böses.
- Die Anklage forderte: All dies die Peinlich Beklagte der Zauberey sehr verdächtig macht wegen solcher begangenen groben mißhandlung ihr zu wolverdienten straff undt anderen zum Abscheulichen Exempel sie als eine öffentliche zauberinn mit dem Schwert vom Leben zum Tode hinzurichten sey.

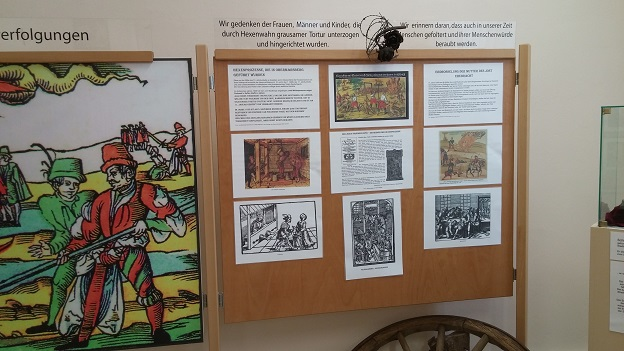
Marsberg Museum Gedenktafel für die Opfer der Hexenprozesse

- Das Todesurteil ist auf den 18. Oktober 1656 datiert.

## Erinnerung
Im Heimatmuseum der Stadt Marsberg findet sich eine Gedenkstätte für die Opfer der Hexenprozesse.